# Relaciones Chile-República Dominicana
Las relaciones Chile-República Dominicana son las relaciones internacionales entre la República de Chile y la República Dominicana.

## Historia
Si bien los primeros contactos diplomáticos entre ambas naciones se dieron durante la segunda mitad del siglo XIX, la primera representación permanente en Santo Domingo fue en el año 1938, cuando se acredita a Domingo Amunátegui Lecaros. Más recientemente, la realización de las Primeras Consultas Políticas, Económicas y de Cooperación entre ambos países, en octubre de 2009, marcó un hito en la relación bilateral, pues permitió definir una agenda de trabajo concreta para fortalecer las relaciones bilaterales entre ambos países.
Los principales acuerdos y tratados bilaterales signados entre Chile y República Dominicana se han dado en materia de cooperación técnica y científica, supresión del requisito de visa para diplomáticos, transporte aéreo e innovación tecnológica.
Asimismo, y en consideración a la creciente inmigración dominicana en Chile, ambos países suscribieron en 2017 un memorándum de entendimiento para mantener un intercambio permanente en temas de política migratoria, así como para definir estrategias que interesen a cada una de las partes, e intercambiar experiencias de buenas prácticas.

## Transporte
Hay vuelos directos entre Santiago de Chile y Punta Cana con LATAM.

## Relaciones comerciales
Desde 2008, ambos países se encuentran estudiando la posibilidad de concretar un acuerdo comercial bajo la forma de un tratado de libre comercio.
En 2023, el intercambio comercial entre ambos países ascendió a los 176,2 millones de dólares estadounidenses, lo que supuso un 10,8% de crecimiento promedio anual en los últimos cinco años. Los principales productos exportados por Chile fueron productos siderúrgicos y filetes de salmón, mientras que República Dominicana exportó mayoritariamente ron.

## Misiones diplomáticas
- Chile tiene una embajada en Santo Domingo.[6]
- República Dominicana tiene una embajada en Santiago de Chile.[7]

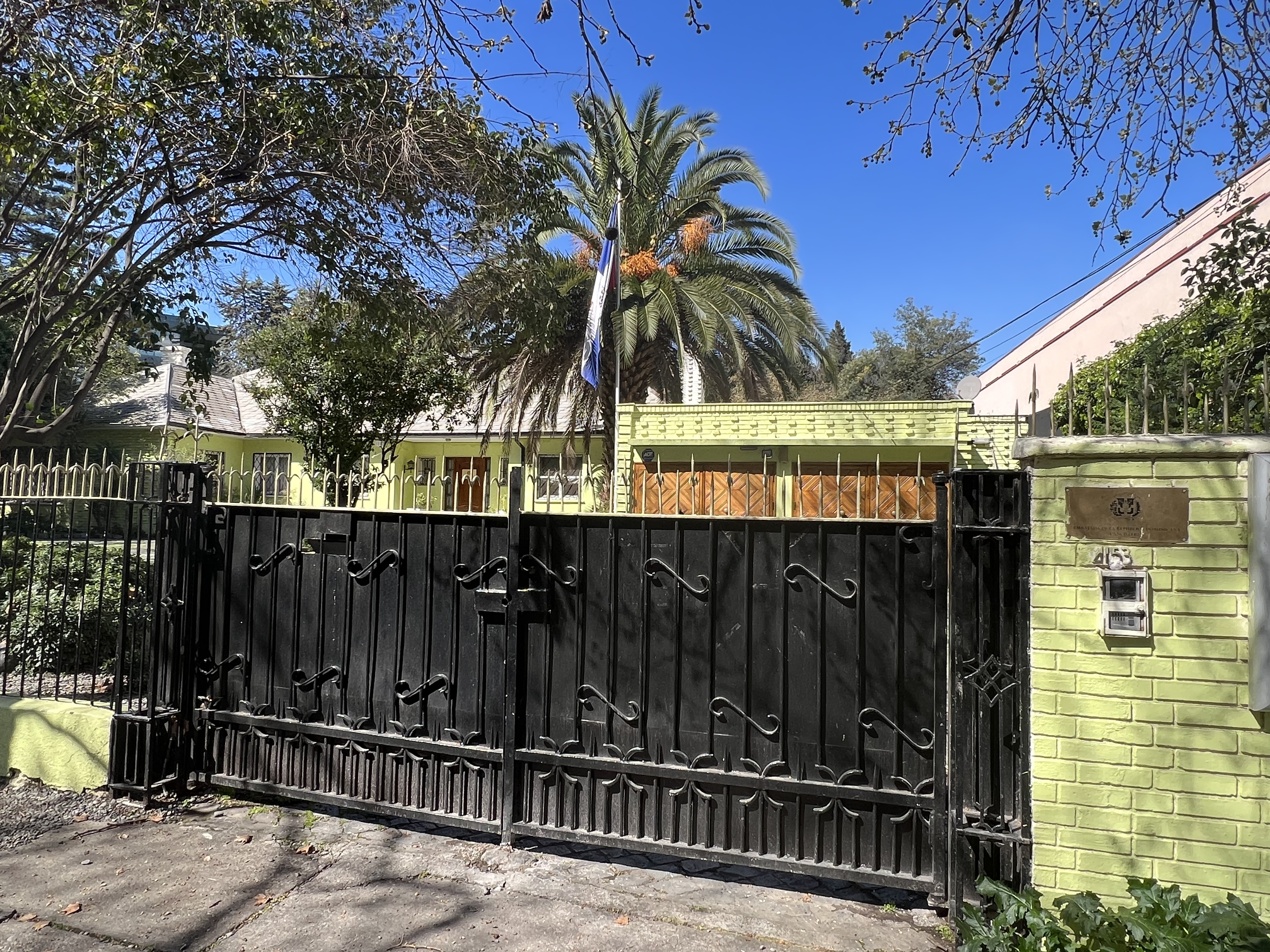
Embajada de la República Dominicana en Santiago de Chile